# Смерть забирає селянина-дроворуба
«Смерть забира́є селяни́на-дровору́ба» — незвичний за темою твір, створений французьким художником XIX століття Франсуа Мілле.

## Передумови створення
Як всі молоді художники, Мілле починав з пошуків і робив спроби у різних жанрах. Він починав як портретист. Знайомства з творами колег наблизили його до створення пейзажів і поодиноких зразків натюрмортів. Але головною темою, що захопила митця надовго, стала тема важкого життя селянства у Франції XIX століття. На тлі ціх тем вирізняється незвичністю картина «Смерть забирає селянина-дроворуба». Митець звернувся до байки Лафонтена.

## Пошуки вдалої композиції
Мілле тривалий час шукав композицію. В музеї Лувр зберігають два малюнки Франсуа Мілле з першими пошуками композиції. Ще один малюнок потрапив у Ермітаж у 1929 році. Композиція останнього і лягла в основу як офорту, що також створив художник, так і картини на цю ж тему (Нова Карлсбергська гліптотека, Копенгаген).
Надзвичайно вдалим був саме офорт «Смерть забирає селянина-дроворуба», що високою мистецькою вартістю нагадав шедевр німецького майстра XVI століття Ганса Гольбейна з серії «Танок смерті» і філософським забарвленням витримував порівняння з офортами Рембрандта. До того ж, на відміну від картини, через більший наклад він знайомив з вдалою композицією художника широке коло прихильників мистецтв.